# Orveau-Bellesauve
Orveau-Bellesauve ist eine Ortschaft und eine ehemalige französische Gemeinde mit 503 Einwohnern (Stand: 2015) im äußersten Norden des Département Loiret in der Region Centre-Val de Loire. Sie gehörte zum Arrondissement Pithiviers und zum Kanton Malesherbes.
Mit Wirkung vom 1. Januar 2016 wurde Orveau-Bellesauve mit den früheren Gemeinden Coudray, Labrosse, Mainvilliers, Manchecourt, Nangeville und Malesherbes zur Commune nouvelle Le Malesherbois zusammengelegt und hat seither in der neuen Gemeinde den Status einer Commune déléguée.

## Lage
Nachbarorte sind Mainvilliers im Nordwesten, Nangeville im Norden, Boigneville im Nordosten, Malesherbes im Osten, Coudray im Südosten, Manchecourt im Süden und Césarville-Dossainville im Südwesten. Die vormalige Gemeindegemarkung wird vom Meridian tangiert.

## Bevölkerungsentwicklung
| Jahr      | 1962 | 1968 | 1975 | 1982 | 1990 | 1999 | 2008 | 2015 |
| --------- | ---- | ---- | ---- | ---- | ---- | ---- | ---- | ---- |
| Einwohner | 242  | 180  | 205  | 216  | 286  | 316  | 377  | 503  |

## Sehenswürdigkeiten
Der Obelisk bei Manchecourt wurde im 18. Jahrhundert errichtet und kennzeichnet den Meridian – Monument historique.

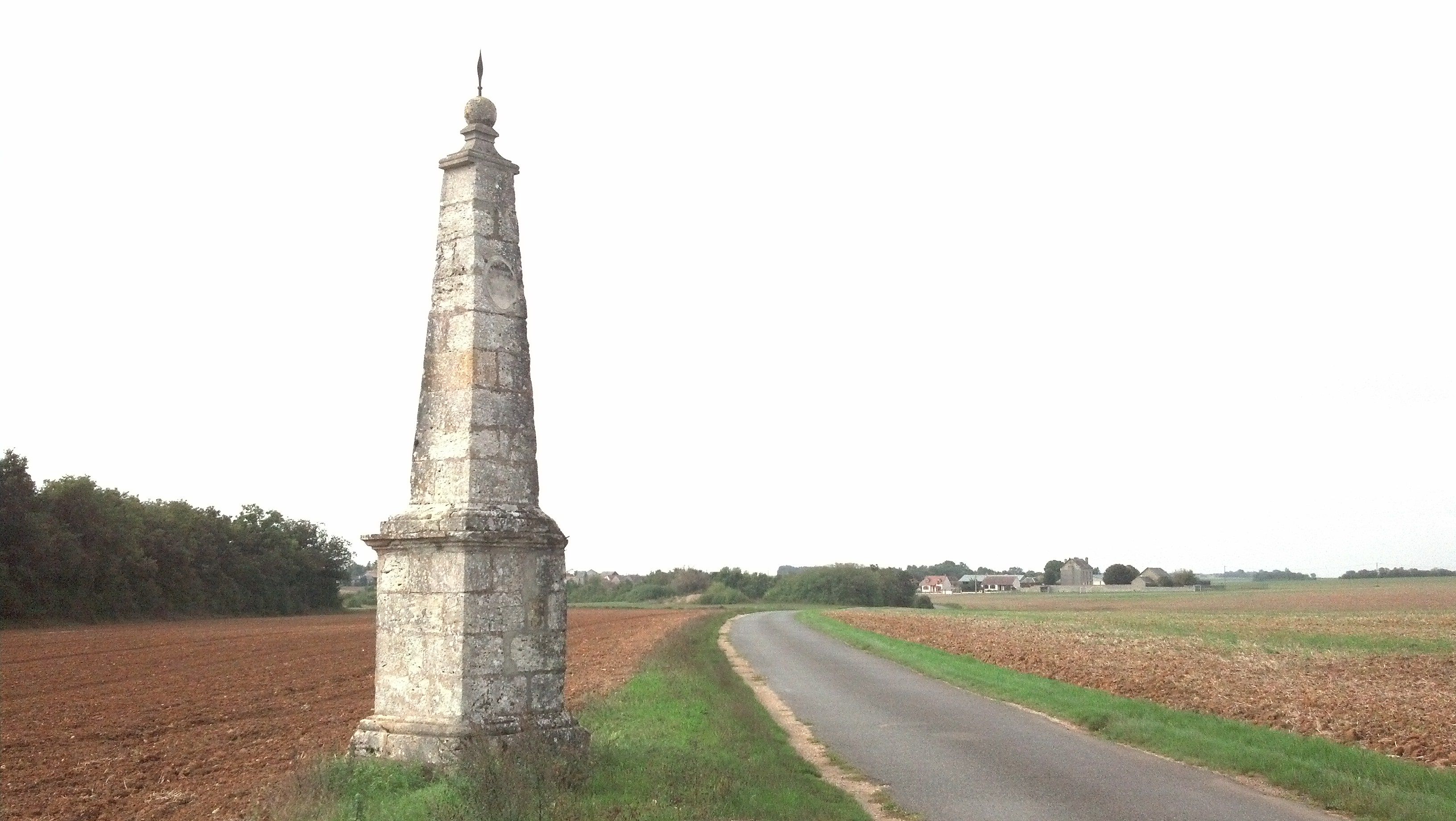
Der Obelisk bei Orveau-Bellesauve